# Orzechowo (województwo zachodniopomorskie)
Orzechowo – wieś sołecka w Polsce położona w województwie zachodniopomorskim, w powiecie goleniowskim, w gminie Nowogard.
W latach 1975–1998 miejscowość położona była w województwie szczecińskim.
Zobacz też: Orzechowo, Orzechów